# Matteo Marsaglia
Matteo Marsaglia, né le 5 octobre 1985 à Rome (Italie), est un skieur alpin italien dont les disciplines de prédilection sont le super G et le super combiné. Il obtient sa première victoire en coupe du monde lors du super G de Beaver Creek le 1er décembre 2012. Sa sœur Francesca est également skieuse alpine, elle participe à la coupe du monde féminine, le super G étant sa discipline favorite.

## Carrière
Marsaglia, membre du club de l'armée C.S Esercito, fait ses débuts en coupe du monde de ski alpin en fin de saison 2008 à l'occasion d'un super-combiné à Val-d'Isère. En 2008, il est victime d'une fracture du tibia couplée à une rupture d'un ligament collatéral et du ménisque du genou droit. Il effectue son retour à la compétition au cours de la saison 2009 mais ne réalise aucune performance notable pendant deux ans, malgré sa participation à diverses épreuves, en coupe du monde mais aussi en coupe d'Europe. C'est au cours de la saison 2011 qu'il commence à se révéler : il rentre pour la première fois dans le top dix en coupe du monde lors d'un combiné à Kitzbühel le 23 janvier 2011 et remporte le titre de champion d'Italie de descente le 24 mars. Deux fois quatrième lors de la saison 2012, en super combiné à Sotchi puis en super G lors des finales de Schladming, il remporte son premier podium et sa première victoire en coupe du monde en début d'hiver 2013, lors du super G de Beaver Creek disputé le 1er décembre 2012. Deux semaines plus tard, il est encore sur le podium d'un super G en prenant la deuxième place à Val Gardena, à plus d'une seconde d'Aksel Lund Svindal. Marsaglia prend part aux Championnats du monde 2013, où il obtient son meilleur classement dans cette compétition avec une onzième place en descente.
Il participe à ses premiers Jeux olympiques en 2018 à Pyeongchang, se classant vingtième du super G. Quatre ans plus tard, lors des Jeux olympiques à Pékin, il améliore cette place avec notamment une quinzième place à la descente.
Marsaglia annonce en février 2023 arrêter sa carrière en fin de saison.

## Palmarès

### Jeux olympiques
| Édition / Épreuve   | Descente | Super G |
| ------------------- | -------- | ------- |
| JO 2018 Pyeongchang | -        | 20e     |
| JO 2022 Pékin       | 15e      | 18e     |

### Championnats du monde
| Épreuve / Édition                    | Descente | Super G | Slalom géant | Slalom | Combiné |
| Mondiaux 2011 Garmisch-Partenkirchen | -        | 15e     | -            | -      | -       |
| Mondiaux 2013 Schladming             | -        | 11e     | -            | -      | 28e     |
| Mondiaux 2015 Vail                   | 28e      | 14e     | -            | -      | 32e     |
| Mondiaux 2019 Åre                    | 13e      | 43e     | -            | -      | -       |
| Mondiaux 2021 Cortina d'Ampezzo      | 24e      | 19e     | -            | -      | -       |
| Mondiaux 2023 Courchevel-Méribel     | 15e      | -       | -            | -      | -       |

### Coupe du monde
- Meilleur classement général : 27e en 2013.
- 2 podiums (en super G), dont 1 victoire.

#### Détail de la victoire
| Saison / Épreuve | Descente | Slalom géant | Super G      | Combiné | Total |
| 2012-2013        |          | –            | Beaver Creek | –       | 1     |
| Total            | 0        | 0            | 1            | 0       | 1     |

#### Classements par saison
| Saison / Épreuve | Saison / Épreuve | Général | Général | Descente | Descente | Super G | Super G | Slalom géant | Slalom géant | Slalom | Slalom | Combiné | Combiné |
| ---------------- | ---------------- | ------- | ------- | -------- | -------- | ------- | ------- | ------------ | ------------ | ------ | ------ | ------- | ------- |
| Saison / Épreuve | Saison / Épreuve | Class.  | Points  | Class.   | Points   | Class.  | Points  | Class.       | Points       | Class. | Points | Class.  | Points  |
| 2008             | 2008             | 126e    | 15      | -        | -        | -       | -       | -            | -            | -      | -      | 42e     | 15      |
| 2011             | 2011             | 63e     | 123     | 35e      | 45       | 40e     | 15      | -            | -            | -      | -      | 16e     | 63      |
| 2012             | 2012             | 46e     | 205     | 45e      | 10       | 16e     | 119     | -            | -            | -      | -      | 14e     | 76      |
| 2013             | 2013             | 27e     | 256     | 51e      | 7        | 2e      | 249     | -            | -            | -      | -      | -       | -       |
| 2014             | 2014             | 83e     | 54      | 51e      | 2        | 30e     | 40      | 40e          | 12           | -      | -      | -       | -       |
| 2015             | 2015             | 53e     | 137     | 49e      | 19       | 17e     | 108     | -            | -            | -      | -      | 29e     | 10      |
| 2016             | 2016             | 83e     | 83      | 30e      | 55       | 36e     | 28      | -            | -            | -      | -      | -       | -       |
| 2018             | 2018             | 126e    | 17      | 43e      | 17       | -       | -       | -            | -            | -      | -      | -       | -       |
| 2019             | 2019             | 75e     | 79      | 28e      | 43       | 30e     | 36      | -            | -            | -      | -      | -       | -       |
| 2020             | 2020             | 90e     | 67      | 34e      | 52       | 41e     | 15      | -            | -            | -      | -      | -       | -       |
| 2021             | 2021             | 74e     | 87      | 27e      | 54       | 36e     | 33      | -            | -            | -      | -      | -       | -       |
| 2022             | 2022             | 51e     | 173     | 17e      | 148      | 37e     | 25      | -            | -            | -      | -      | -       | -       |
| 2023             |                  |         |         |          |          |         |         |              |              |        |        |         |         |

### Coupe d'Europe
- 3e du classement du combiné en 2009.
- 4e du classement du combiné en 2011.
- 3 podiums, dont 2 victoires (1 en super G et 1 en super combiné).

### Championnats d'Italie
- Champion du super G en 2012, 2014, 2018 et 2019.
- Champion de la descente en 2011, 2015 et 2019.
- Champion du super combiné en 2014.